# Frank Rosolino

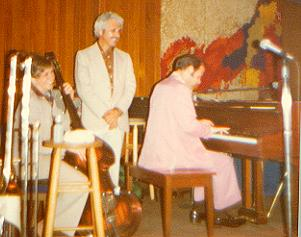
Fran Rosolino (w środku) w The Village Jazz Lounge w Walt Disney World w Lake Buena Vista na Florydzie

Frank Rosolino (ur. 20 sierpnia 1926 w Detroit, zm. 26 listopada 1978 w Van Nuys) – amerykański muzyk jazzowy, wirtuoz puzonu i okazjonalny wokalista.

## Życiorys
Przygodę muzyczną rozpoczynał w wieku dziesięciu lat, grając na gitarze. Jako nastolatek zamienił ją na puzon. Uczęszczał do renomowanej Cass Technical High School, w której uczyło się wielu znanych muzyków. Mając osiemnaście lat otrzymał powołanie do U.S. Army i do końca II wojny światowej grał w orkiestrach wojskowych w kraju i na Filipinach. Po zwolnieniu ze służby wrócił do Detroit, gdzie występował u boku m.in. Charliego Parkera, braci Thada, Hanka i Elvina Jonesów i Paula Chambersa. Grał też w orkiestrach: Boba Chestera, Glena Graya, Gene’a Krupy, w której także śpiewał – głównie scatem, Tony’ego Pastora, Herbiego Fieldsa i Georgiego Aulda. Prowadził również własny zespół. W latach 1951–1953 był jednym z solistów w big-bandzie Stana Kentona. Wzbogacił wtedy technikę gry na puzonie nie tylko pod względem prędkości wydobywania dźwięków, ale także o płynność w górnych rejestrach oraz bezprzykładną elastyczność przy zmianach tempa.
Po odejściu z orkiestry Kentona przeniósł się do Los Angeles skuszony perspektywami pracy w studiach nagraniowych wytwórni zarówno płytowych, jak filmowych. Najpierw jednak zaangażował się do zespołu kontrabasisty Howarda Rumseya – The Lighthouse All-Stars. Grał w nim od 1954 do 1960. Przez następne kilkanaście lat regularnie grał w klubach oraz uczestniczył w sesjach nagraniowych takich gwiazd jak Frank Sinatra, Sarah Vaughan, Tony Bennett, Peggy Lee, Michel Legrand, Mel Tormé i Quincy Jones. Pojawiał się również w telewizji jako członek studyjnej orkiestry Donna Trennera, występującej w cyklicznym programie „The Steve Allen Show”. Był zapraszany również do programów „The Tonight Show” i „The Merv Griffin Show”. W drugiej połowie lat 60. razem z Mikem Barone, kolegą-puzonistą (jeszcze z Detroit), założył grupę Trombones Unlimited, z którą nagrał kilka dobrze sprzedawanych albumów z popularnymi utworami muzyki rozrywkowej.
W latach 70. nie przestał być muzykiem popularnym i poszukiwanym. Ponadto był powszechnie lubiany, choć niekiedy bywał złośliwy. Miał duże poczucie humoru i potrafił wszystkich rozbawić. Quincy Jones, z którym koncertował w Japonii, powiedział:  Z nim i Gradym Tatem zawsze w zespole było pełno śmiechu i zamieszania. Odbył kilka tournées po Europie z zespołem Contego Candoli. Grywał również z muzykami ze Starego Kontynentu, m.in. formacjami puzonisty Petera Herbolzheimera i pianisty Louisa van Dijka. W 1974 jeździł z koncertami w składzie orkiestry Benny’ego Cartera. Występował także z grupą Supersax, grającą muzykę Charliego Parkera laureatką nagrody Grammy.

### Tragedia rodzinna
26 listopada 1978 nad ranem Frank Rosolino oddał we własnym domu strzały do swoich dwóch śpiących synów – jedenastoletniego Justina i siedmioletniego Jasona. Justin zginął na miejscu, natomiast Jason przeżył, ale wskutek postrzału stracił wzrok. Po zabójstwie Rosolino strzałem w głowę odebrał sobie życie. Po przeprowadzonej sekcji zwłok koroner orzekł, że w jego organizmie nie stwierdzono wyraźnych śladów alkoholu, ani narkotyków.
Był trzykrotnie żonaty. Matką obu chłopców była jego trzecia żona. W lutym 1972 popełniła samobójstwo, ponosząc śmierć w spalinach uruchomionego w garażu samochodu. Później mieszkał z nową partnerką i zarazem menadżerką – Diane. Jego przyjaciel, saksofonista Don Menza stwierdził, że w jego zachowaniu nic nie wskazywało, żeby miał depresję. Niemniej dwa dni przed feralnym dniem podczas wspólnej podróży autokarem usłyszał, jak Rosolino mówił do Diane o podążeniu za żoną, zabiciu się i zabraniu ze sobą synów, gdyż nie mógłby znieść myśli, że zostawi ich samych na świecie. Niewidomego Jasona adoptowali: ciotka puzonisty – Claudia Eien i jej mąż – Gary. Z wcześniejszego małżeństwa miał także córkę – Felicię, o której nigdy nie mówił, a która wraz z matką wyemigrowała po jego śmierci do Nowej Zelandii.

## Muzycy, z którymi nagrywał
Steve Allen, Georgie Auld, Chet Baker, Louie Bellson, Tony Bennett, Elmer Bernstein, Harry Betts, Francy Boland, Les Brown, Conte Candoli, Frank Capp, Keith Carradine, Benny Carter, Ray Charles, June Christy, Buddy Collette, Bob Cooper, Paulinho Da Costa, Louis van Dijk, Carl Fontana, The Four Freshmen, Curtis Fuller, Terry Gibbs, Dizzy Gillespie, Benny Golson, Chico Hamilton, Richard Harris, Paul Horn, Peter Herbolzheimer, Helen Humes, Chubby Jackson, J.J. Johnson, Jackie & Roy, Quincy Jones, Stan Kenton, Barney Kessel, Gene Krupa, Peggy Lee, Michel Legrand, Stan Levey, Johnny Mandel, Shelly Manne, Charlie Mariano, Harvey Mason, Sérgio Mendes, Don Menza, Gerry Mulligan, Lennie Niehaus, Anita O’Day, Buddy Rich, Lee Ritenour, Max Roach, Howard Rumsey, Lalo Schifrin, Bud Shank, Cybill Shepherd, Ben Sidran, Horace Silver, Zoot Sims, Frank Sinatra, Sonny Stitt, Supersax, Cal Tjader, Mel Torme, Tower of Power, Sarah Vaughan, Frank Wess, Joe Williams

## Dyskografia
- 1954 Frank Rosolino (Capitol)
- 1955 Frankly Speaking (Capitol)
- 1956 I Play Trombone (Bethlehem)
- 1957 Frank Rosolino Quintet (Mode)
- 1961 Turn Me Loose! (Reprise)
- 1973 Jazz a Confronto 4 (Horo)
- 1976 Conte Candoli & Frank Rosolino – Conversation (RCA Victor)
- 1977 Rosolino–Candoli – Just Friends (MPS)
- 1984 Thinking About You (Sackville)
- 1986 
  - Free for All (Speciality)
  - Zoot Sims & Frank Rosolino (Vogue)
- 2006 The Last Recording (Sea Breeze)

Zestawienie wg dat wydania płyt

## Upamiętnienie
Międzynarodowe Stowarzyszenie Puzonowe (The International Trombone Association) ustanowiło Stypendium Franka Rosolino dla Puzonu Jazzowego (The Frank Rosolino Memorial Scholarship for Jazz Trombone).